# Yam Island
Yam Island, auch Iama genannt, ist eine Insel im Zentrum des Archipels der Torres-Strait-Inseln. Von der Südküste Papua-Neuguineas ist sie 65 Kilometer, von der Nordküste Australiens 95 Kilometer entfernt.
Der Verwaltungsgliederung nach gehört sie zu den Central Islands, einer Inselregion im Verwaltungsbezirk Torres Shire des australischen Bundesstaats Queensland.
Die 173 Hektar große, hügelige Insel ist von einem Saumriff umgeben. In der Inselmitte gibt es einen Flughafen mit einer 800 Meter lange Start- und Landebahn, die für Kleinflugzeuge angelegt ist. Die einzige Ansiedlung heißt Yama und liegt an der Westküste; In dieser Ansiedlung findet man auch eine Grundschule.

## Bevölkerung
Die Einwohnerzahl betrug laut dem Census vom Jahre 2016 319, geringfügig mehr als nach Census 2011 mit 315. Die daraus resultierende Bevölkerungsdichte lag bei 182 Einwohnern pro Quadratkilometern. Der Anteil der indigenen Bevölkerung (Torres-Strait-Islanders) liegt bei fast 95 %, verglichen zu 93 % im Jahre 2006. Europäer machen hingegen nur einen Anteil von 5 % aus.
| Bevölkerungsentwicklung | Bevölkerungsentwicklung |
| Censusjahr              | Einwohnerzahl           |
| ----------------------- | ----------------------- |
| 2001                    | 342                     |
| 2006                    | 311                     |
| 2011                    | 315                     |
| 2016                    | 319                     |